# L'Abergement-Clémenciat
L'Abergement-Clémenciat är en kommun i departementet Ain i östra Frankrike. Kommunen ligger  i kantonen Châtillon-sur-Chalaronne som ligger i arrondissementet Bourg-en-Bresse. L'Abergement-Clémenciat har en yta av 15,95 km² och 859 invånare (2022).
2020

## Befolkningsutveckling
Antalet invånare i kommunen L'Abergement-Clémenciat
Referens: INSEE